# Гайдуков, Владимир Николаевич
Владимир Николаевич Гайдуков (4 января 1923, Таращанский уезд, Киевская губерния — 1 июля 2006, Москва) — советский военный. Участник Великой Отечественной войны. Герой Советского Союза (1944). Капитан.

## Биография
Владимир Николаевич Гайдуков родился 4 января 1923 года в селе Новоживотов Таращанского уезда Киевской губернии Украинской ССР (ныне село Оратовского района Винницкой области Украины) в семье служащего. Русский. В 1930 году семья Гайдуковых переехала в город Грозный. Здесь в 1940 году Владимир Гайдуков окончил среднюю школу № 3. Поступил в Грозненский нефтяной институт, однако отучившись один курс, бросил его и перед самой войной поступил в Краснодарское военное училище. В октябре 1941 года В. Н. Гайдуков окончил ускоренные артиллерийские курсы и как отличник учёбы был направлен в Москву на курсы командиров артиллерийских батарей при Военной артиллерийской академии имени Ф. Э. Дзержинского. После окончания курсов зимой 1942 года лейтенант В. Н. Гайдуков был направлен в Чкаловскую (ныне Оренбургскую) область, где формировалась 206-я стрелковая дивизия.
В действующей армии лейтенант В. Н. Гайдуков с 06.06.1942 года в должности командира батареи 120-ти миллиметровых миномётов 737-го стрелкового полка 206-й стрелковой дивизии 40-й армии Воронежского фронта. В боях с немецко-фашистскими захватчиками с 04.07.1942 года. Боевое крещение Владимир Николаевич принял в боях на Шиловском плацдарме. Затем участвовал в боевых действиях на Чижовском плацдарме. К концу 1942 года В. Н. Гайдуков получил звание старшего лейтенанта.
Зимой 1943 года 206-я стрелковая дивизия была включена в состав 38-й армии и принимала участие в Воронежско-Касторненской операции, а марте 1943 года — в третьей битве за Харьков. Батарея старшего лейтенанта В. Н. Гайдукова отличилась в боях под Воронежем, отразив 8 контратак противника и уничтожив 3 миномётные батареи, 4 противотанковых орудия, 29 огневых точек, 18 блиндажей и до 300 солдат и офицеров вермахта. При прорыве подразделениями полка немецкой обороны под Озерками батарея Гайдукова уничтожила 2 противотанковых орудия и 4 пулемётные точки, а в бою за деревню Нижняя Сыроватка — миномётную батарею. Когда к позициям батареи прорвалась немецкая пехота, старший лейтенант Гайдуков умело организовал круговую оборону, что позволило сохранить материальную часть батареи и позднее вывести её из окружения.
В начале августа 1943 года 206-я стрелковая дивизия была подчинена 47-й армии. В её составе Владимир Николаевич принимал участие в Курской битве. С 5 августа и до конца Белгородско-Харьковской операции батарея старшего лейтенанта Гайдукова уничтожила 3 артиллерийские батареи, 2 танка, 4 пулемёта, 30 автомашин, склад с боеприпасами и до 200 немецких солдат и офицеров.
После разгрома врага на Курской дуге войска Воронежского фронта практически без паузы приняли участие в Битве за Днепр. В ходе Сумско-Прилукской операции подразделения 206-й стрелковой дивизии вышли к Днепру в районе села Келеберда. Незадолго до форсирования реки Владимир Николаевич был назначен начальником артиллерии 737-го стрелкового полка. Под его руководством 27 сентября 1943 года артиллерийские орудия и миномёты на подручных средствах были быстро переправлены на правый берег и заняли огневые позиции, что предопределило успех полка в боях за удержание плацдарма. 29 сентября 1943 года в бою у села Пекари артиллеристы Гайдукова отразили несколько контратак противника, поддерживаемых танками и самоходками «Фердинанд». 30 сентября 1943 года Владимир Николаевич на днепровской переправе был тяжело ранен и эвакуирован в госпиталь.
После выздоровления Владимир Николаевич в звании капитана вернулся в свою часть, сражавшуюся с начала ноября 1943 года в составе 27-й армии 1-го Украинского фронта, и принимал участие в Корсунь-Шевченковской операции. В марте 1944 года 27-я армия была передана 2-му Украинскому фронту и принимала участие в Уманско-Ботошанской операции, в ходе которой при форсировании реки Прут капитан В. Н. Гайдуков вновь был тяжело ранен. На фронт он уже не вернулся. После выписки из госпиталя он был демобилизован из армии по инвалидности. Звание Героя Советского Союза старшему лейтенанту Гайдукову Владимиру Николаевичу было присвоено указом Президиума Верховного Совета СССР 3 июня 1944 года.
Вернувшись в Грозный, Владимир Николаевич потратил год на восстановление здоровья. Затем уехал в Москву и поступил в Институт внешней торговли Министерства внешней торговли СССР, который окончил в 1950 году. До выхода на пенсию работал в Государственном комитете Совета Министров СССР по внешнеэкономическим связям.
Умер Владимир Николаевич 1 июля 2006 года. Похоронен на Химкинском кладбище.

## Награды
- Медаль «Золотая Звезда» (03.06.1944).
- Орден Ленина (03.06.1944).
- Орден Отечественной войны 1 степени (1985).
- Орден Красной Звезды — дважды (13.05.1943; 30.08.1943).
- Орден Трудового Красного Знамени.
- Орден «Знак Почёта» — дважды.
- Медали.

## Память
- Имя Героя Советского Союза В. Н. Гайдукова увековечено на мемориальном комплексе Славы имени А. А. Кадырова в городе Грозный Чеченской Республики.

## Документы
- Общедоступный электронный банк документов «Подвиг Народа в Великой Отечественной войне 1941—1945 гг.» Архивировано 13 марта 2012 года. № в базе данных 150006614 Герой Советского Союза. Архивировано 21 сентября 2012 года., 19002093 Герой Советского Союза. Архивировано 21 сентября 2012 года., 17592897 Орден Красной Звезды. Архивировано 21 сентября 2012 года., 18324285 Орден Красной Звезды. Архивировано 21 сентября 2012 года.